# Prefectura Heraklion
Heraklion (greacă Ηράκλειο / Iraklio) este o prefectură greacă, situată în insula Creta. Reședința sa este Heraklion.

## Municipalități și comunități
| Municipalitate    | Cod YPES | Reședință (dacă e diferită) | Cod poștal    | Cod zonal |
| ----------------- | -------- | --------------------------- | ------------- | --------- |
| Agia Varvara      | 1901     |                             | 700 03        | 28940-2   |
| Archanes          | 1903     |                             | 701 00        | 2810-3, 7 |
| Arkalochori       | 1902     |                             | 703 00        | 28910-2   |
| Asterousia        | 1904     | Pyrgos                      | 700 10        | 28920-2   |
| Chersonissos      | 1926     | Limenas Chersonisou         | 700 14        | 28970-2   |
| Episkopi          | 1910     |                             | 700 10        | 2810-77   |
| Gazi              | 1906     |                             | 714 xx        | 2810-82   |
| Gorgolainis       | 1907     | Agios Myronas               | 700 12        | 2810-72   |
| Gortyna           | 1908     | Agioi Deka                  | 700 12        | 28930     |
| Gouves            | 1909     |                             | 700 14        | 28970-4   |
| Heraklion         | 1912     |                             | 710 xx-720 xx | 2810      |
| Kasteli           | 1914     |                             | 700 03        | 28910-3   |
| Kofinas           | 1915     | Asimi                       | 700 10        | 28930     |
| Krousonas         | 1916     |                             | 700 01        | 2810-71   |
| Malia             | 1917     |                             | 700 07        | 28970-3   |
| Moires            | 1918     |                             | 704 00        | 28920-2   |
| Nea Alikarnassos  | 1919     |                             | 716 xx        | 2810      |
| Nikos Kazantzakis | 1920     | Peza                        | 701 00        | 2810-74   |
| Paliani           | 1923     | Venerato                    | 700 11        | 2810-79   |
| Rouvas            | 1921     | Gergeri                     | 700 03        | 2890-4    |
| Temenos           | 1922     | Profitis Ilias              | 715 00        | 2810-89   |
| Thrapsano         | 1913     |                             | 700 06        | 28910-4   |
| Tylisos           | 1924     |                             | 715 00        | 2810-83   |
| Tympaki           | 1925     |                             | 702 00        | 28920-5   |
| Viannos           | 1905     | Ano Viannos                 | 700 04        | 28950-2   |
| Zaros             | 1911     |                             | 700 02        | 28940-3   |